# 静岡県道22号三島富士線
静岡県道22号三島富士線（しずおかけんどう22ごう みしまふじせん）は、静岡県三島市から富士市に至る県道（主要地方道）である。根方街道の大部分を踏襲しており、現在でも根方街道の名前で呼ばれている。

## 概要
沼津市石川付近で2つに分かれている部分がある。これは、東駿河湾環状道路の事業未着手区間（西区間:沼津市岡宮 - 沼津市原一本松）に接続予定の静岡県道22号三島富士線のバイパス路線の共用済み区間である。静岡県道165号原停車場線沿線付近等の用地買収の遅れと軟弱地盤による工期の長期化により、開通が遅れている。同様に、都市計画道路金岡浮島線等、沼津市東椎路付近でこのバイパスを構成する一部区間が供用済みである。
国道1号の江原公園交差点から沼津駅方面の右折レーンが狭く、その渋滞が根方街道まで続き、特に朝と夕方は激しい渋滞が発生する。

### 路線データ
- 陸上距離：19.9 km
- 起点：三島市川原ケ谷（谷田東小山交差点、国道1号交点）
- 終点：富士市錦町1丁目（錦町北交差点、国道139号交点）

## 歴史
- 1993年（平成5年）5月11日 - 建設省から、県道三島富士線が三島富士線として主要地方道に指定される[3]。

## 路線状況

### 別名
- 旧東海道（三島市川原ヶ谷付近 - 三嶋大社 - 伊豆箱根鉄道駿豆線三島広小路駅間）
- 三島大通り商店街
- 広小路笑栄通り（三島広小路駅東側）
- 土狩街道（下土狩駅前商店街）
- 根方街道＝下記参照。

### 重複区間
- 国道1号（沼津市江原町・江原公園交差点 - 西熊堂交差点）0.2 km

## 地理

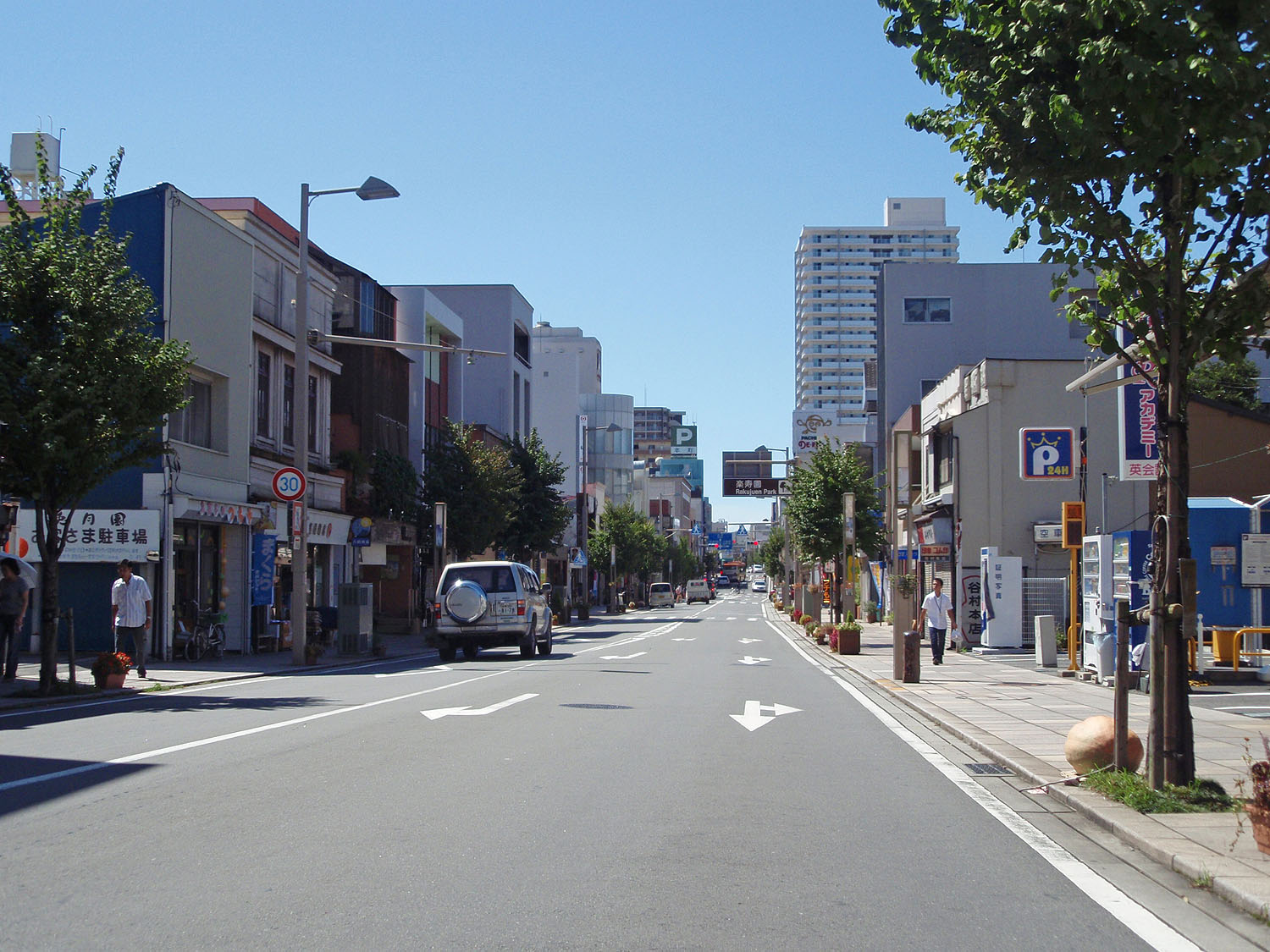
三島市の繁華街を通る県道22号、奥が西

### 通過する自治体
- 三島市
- 駿東郡長泉町
- 沼津市
- 富士市

### 交差する道路
- 国道1号（三島市谷田・谷田東小山交差点、起点）
- 静岡県道21号三島裾野線（三島市大社町・大社町西交差点）
- 静岡県道143号三島田町停車場線（三島市中央町・田町駅入口交差点）
- 静岡県道51号三島停車場線（三島市本町）
- 静岡県道145号沼津三島線（三島市広小路町）
- 静岡県道144号下土狩徳倉沼津港線（駿東郡長泉町下土狩）
- 静岡県道87号大岡元長窪線（静岡県道394号沼津小山線 重複）（駿東郡長泉町下土狩・鮎壺交差点）
- 国道246号（沼津市岡一色・岡一色交差点）
- 静岡県道405号足高三枚橋線（沼津市岡宮）
- 国道1号・静岡県道162号沼津停車場東沢田線（沼津市江原町）
- 国道1号（沼津市江原町）
- 静岡県道164号西椎路松長線（沼津市西椎路・西椎路北交差点）
- 静岡県道165号原停車場線（沼津市根古屋・根古屋交差点）
- 静岡県道166号石川一本松線（沼津市石川）
- 静岡県道167号須津東田子浦停車場線（富士市中里・須津橋交差点）
- 静岡県道76号富士富士宮由比線（富士市富士岡・富士岡交差点）
- 静岡県道169号吉永吉原停車場線（富士市比奈）
- 静岡県道24号富士裾野線（富士市今泉1丁目・和田町交差点）
- 静岡県道171号吉原停車場吉原線・静岡県道172号吉原田子浦港線（富士市吉原2丁目）
- 国道139号（富士市錦町1丁目・錦町北交差点、終点）

### 沿線
- 三嶋大社
- 門池公園（門池）

## 根方街道
- 本来、根方街道という名称は浜松市を走る姫街道と同じく、東海道の脇街道として整備されてきた道である。矢倉沢往還（現：国道246号の旧道）の鮎壷交差点から分岐した後、富士市比奈付近まで県道22号とほぼ同じ軌道を通った後、市道「伝法原田線」に近い軌道を通り、富士市岩淵付近まで通じていた。源平合戦ゆかりの呼子坂や源太坂も街道上に位置しており、源頼朝も東海道ではなく根方街道を使い富士川の戦いに向かったとされている。なお根方という名称は、富士山や愛鷹山の山の根の先端を縫うように通ることに由来しており、根のような線形の意味ではない。
- 沿線には古来からの寺院神社などが多く存在し、道路拡幅が困難である箇所が多々あることから、沼津市内や富士市東部などを中心に幅員が非常に狭い。そのため大型車の通行には適していない（沼津市内の一部区間は大型車の通行が禁止されている）。なお、富士急バス（富士急シティバス・富士急静岡バス）の路線バス「根方線」の設定がある。富士急バス根方線

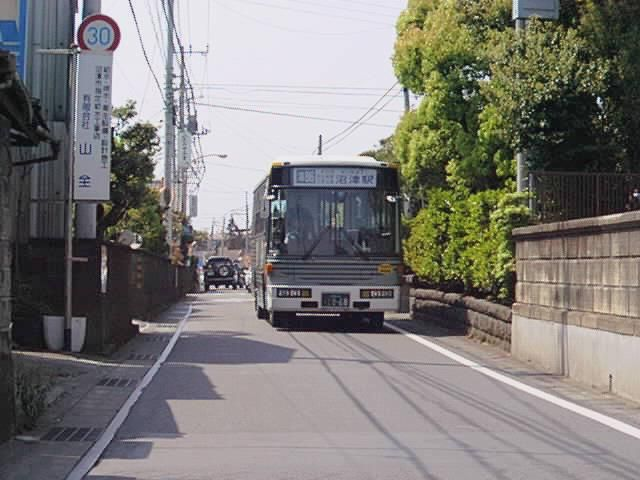
富士急バス根方線

- 沿線を通る主な町は以下の通りであった。富士市内は市街化で道祖神や地蔵が所々に残る以外は痕跡がほとんど消えており、辿るのが困難となっている。現在の県道22号線は西比奈から西へ直進する形でえ古代根方街道より分岐。原田駅前を通り、吉原中心部まで直結している。
  - 鮎壷 - 熊堂 - 椎路 - 鳥谷 - 根古谷 - 井出 - 平沼 - 石川 - 江尾 - 増川 - 神谷 - 須津 - 中里 - 富士岡 - 比奈 - 滝川 - 宇東川 -（呼子坂）- 今泉 -（源太坂） - 国久保 - 伝法 - （三日市浅間神社） - 中島